# Steven Lindsey
Pour les articles homonymes, voir Lindsey.
Steven Wayne Lindsey est un astronaute américain né le 24 août 1960. Il est le commandant de la navette spatiale lors de la mission STS-133, dernière mission de Discovery. Il fait partie du Hall of Fame des astronautes au États-Unis.

## Biographie

### Jeunesse et éducation
Lindsey est né le 24 août 1960 à Arcadia , en Californie . Il est diplômé du lycée de Temple City en 1978. Lindsey est un Eagle Scout de la troupe 161. Il a obtenu une licence en sciences de l'ingénieur de l' Académie de l'armée de l'air des États-Unis en 1982 et une maîtrise en génie aéronautique de l' Institut de technologie de l'armée de l'air des États-Unis de l'Air University en 1990.

### Carrière militaire
Lindsey a été nommé sous-lieutenant à l'Académie de l'armée de l'air américaine de Colorado Springs, au Colorado , en 1982. En 1983, après avoir reçu ses ailes de pilote à la base aérienne de Reese, au Texas, il a obtenu son diplôme de pilote sur le RF-4C Phantom II et a été affecté au 12e escadron de reconnaissance tactique de la base aérienne de Bergstrom, au Texas. De 1984 à 1987, il a servi comme pilote prêt au combat, pilote instructeur et instructeur académique à Bergstrom. En 1987, il a été sélectionné pour suivre des études supérieures à l'Institut de technologie de l'armée de l'air américaine de la base aérienne de Wright-Patterson, dans l'Ohio, où il a étudié l'ingénierie aéronautique.
En 1989, Lindsey a fréquenté l' école de pilotes d'essai de l'USAF à la base aérienne d'Edwards, en Californie. En 1990, il a été affecté à la base aérienne d'Eglin, en Floride , où il a effectué des tests d'armes et de systèmes sur des avions F-16 et F-4 . Alors qu'il était membre du 3247th Test Squadron , Lindsey a été directeur adjoint de la force d'essai conjointe du système de reconnaissance aéroportée tactique avancée et commandant de vol F-16 de l'escadron. En août 1993, il a été sélectionné pour fréquenter l'Air Command and Staff College de la base aérienne de Maxwell, en Alabama. Après avoir obtenu son diplôme en juin 1994, il a été réaffecté à la base aérienne d'Eglin, en Floride, en tant que chef d'équipe de produits intégrés au bureau SEEK EAGLE de l'USAF , où il était responsable de la certification des armes de l'armée de l'air pour les avions F-16, F-111, A-10 et F-117. En mars 1995, il a été affecté à la NASA en tant que candidat astronaute.
Lindsey a enregistré plus de 7 000 heures de vol dans plus de 50 types d' avions différents

### Carrière à la NASA
Lindsey a été sélectionné par la NASA en mars 1995. Il est devenu astronaute en mai 1996, qualifié pour une affectation de vol en tant que pilote. Initialement affecté à la vérification du logiciel de vol au Shuttle Avionics Integration Laboratory (en) (SAIL), Lindsey a également servi comme représentant du bureau des astronautes travaillant sur le programme du système d'affichage électronique multifonction (MEDS), un programme de mise à niveau du cockpit en verre de la navette spatiale, ainsi que sur un certain nombre d'autres projets de mise à niveau avancés. Entre ses deux premiers vols, il a travaillé comme représentant de l'atterrissage et du déploiement de la navette, chargé de la formation des équipages de vol et des tests des techniques d'atterrissage et des qualités de vol de l'orbiteur. Après son deuxième vol, Lindsey a été adjoint aux opérations de la navette et coprésident du Space Shuttle Cockpit Council, chargé de la conception, des tests et de la mise en œuvre des interfaces et des affichages de l'équipage pour la mise à niveau de l'avionique du cockpit de la navette de 400 millions de dollars. Plus récemment, il a été chef des opérations de la Station spatiale internationale pour le bureau des astronautes, chargé d'intégrer les activités des astronautes, de la fonction publique et des sous-traitants pour fournir un soutien à tous les aspects du développement, des tests, de la formation de l'équipage et des opérations de la Station spatiale internationale . Après avoir terminé la mission STS-121, il est devenu chef du bureau des astronautes. À ce poste, Steven a également effectué des missions de reconnaissance météorologique à bord de l' avion d'entraînement de la navette spatiale lors du lancement ou de l'atterrissage d'une navette spatiale. Lindsey a cédé son poste de chef du bureau des astronautes à l'astronaute Peggy Whitson lorsqu'il a été sélectionné pour la mission STS-133.

## Vols réalisés
- STS-87 : lancée le 19 novembre 1997.
- STS-95 : lancée le 29 octobre 1998.

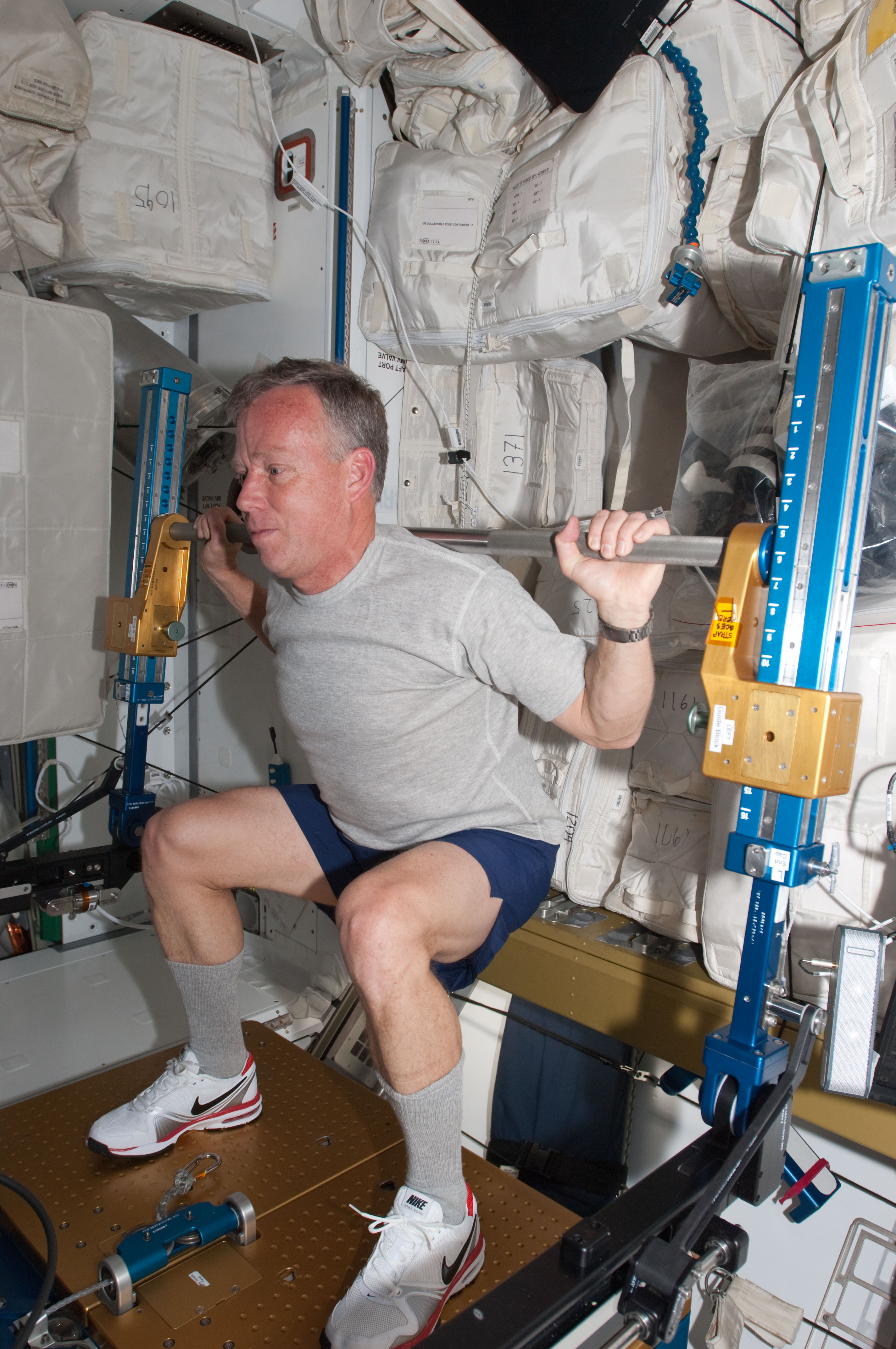
Lindsey faisant de l'exercice à bord de l'ISS durant la mission STS-133

- STS-104 : 10e mission vers la Station spatiale internationale, lancée le 12 juillet 2001.
- STS-121 : lancée le 17 juillet 2006.
- STS-133 : lancée le 24 février 2011, dernière mission de la navette spatiale Discovery.

Vétéran de cinq vols spatiaux, Lindsey a enregistré plus de 1 500 heures dans l'espace.